# Circonscription d'Ankober
La circonscription d'Ankober est une des 135 circonscriptions législatives de l'État fédéré Amhara, elle se situe dans la Zone Nord Shoa. Sa représentante actuelle est Tsege Meqoya Tekleselassie.